# THE BANANA MONKEYS
THE BANANA MONKEYS（ザ バナナ モンキーズ）は、かつて存在した日本の女性アイドルグループである。2021年8月7日をもって無期限活動休止。活動最終メンバーの、ほんま・かいな、ダイナマイト・マリン、チャンチーは新グループ・BLUEGOATS（ブルーゴーツ）を結成。
結成時のコンセプトは「世界中を感動の渦に」。2018年7月16日「ビジネス系金儲けアイドル」にコンセプトを変更。3日後には炎上を狙ってしまったと謝罪のうえ、「世界中を感動の渦に」へ戻している。

## 概要
2017年3月に秋葉原のライブハウスでお披露目。初期はR-Village MUSICであったが、発売前に契約解除されている。その後、LOFT RECORESに所属するも契約満了。
結成当初は「ヴィジュアル系エアーバンド」を謳っていたが、パンクバンドや正統派アイドル、ガールズテクノポップユニット等、たびたび呼称を変えており、当人たちは「どちらでもいい」、としている。現在は『正統派アイドル』と評している。ライブのことを「ジム」、物販のことを「エサやり」ファンのことを「飼育員」と呼ぶ。ライブ中は写真、動画撮影可能。
マジックミラー号を使用してのミュージックビデオ、キス特典会、ラブホテルオフ会など、注目を浴びることを目的にいわゆる炎上行為を度々おこなう。年齢未公表であるものの、2017年11月に未成年アイドルと報道されていることもあり、この度に批判にさらされているが、あくまで面白いことを求めた結果であり、「おそらくこれからも頭がおかしいと言われ、馬鹿にされ、笑われ続けるだろう。それでも恥じず、絶対に折れない。」とグループとして発表している（後述の「革命宣言」の一節）。
矢口真里の火曜The Night（2018年12月5日、AbemaTV）では20代の運営2名がスタジオに呼び出され、ヤバさの元凶と指摘されている。

## 沿革

### 2017年
3月18日 - PLUM LIVE STAGE にてデビュー。事前に宣伝や告知が殆どなかったため、ほぼ無観客となった。
4月2日 - アイドル甲子園にて「バナナ食べさせ会」という企画を行い、注目を集める
5月13日 - 1stワンマンライブ「天下統一」in下北沢WAVERを開催。
7月2日 - Pre2ndワンマンライブin中野heavysickZEROにて開催。
8月7日 - 初主催ライブ「バナナの日に異業種交流会？！」in下北沢SHELTERにて「およそ3」、「便所の草」と3マンライブを開催
8月26日 - R-Village MUSICとレーベル契約。2018年3月にCDのリリースを発表。 
10月29日 - 2ndワンマンライブ「諸行無常」in下北沢SHELTERを開催。このライブで安部真白が脱退、新メンバーのモズク・サン、みんみんの加入が発表
11月3日 - パンクバンドから一転、正統派アイドルグループとして活動を行う。 
11月25日 - 「THE BANANA MONKEYSのドキュメンタル〜地獄を見せる〜」を開催。過激な企画を行い炎上。
11月26日 - R-Village MUSICとの契約は方針が合わないという理由でレーベル契約解除。
11月27日 - 炎上を受け、公式が「革命宣言」をTwitter上に投稿。再炎上 。

### 2018年
1月25日 - 新宿Marbleにて1周年記念ワンマンチケット販売無銭ライブ「不撓不屈」を開催。
2月20日 - 「THE BANANA MONKEYS公開オーディション」in 新宿ハイジアV-1を開催。3名のオーディション参加者がいたが、その後の行方は不明。
3月16日 - 1周年記念ワンマンライブ「創世記-Genesis」in 新宿LOFTにおいて新メンバー・豊臣カリン様の加入。オリジナルメンバーの古谷紀香が脱退。
6月28日 - YouTubeで公開された新曲「今を生きろ。」のミュージックビデオに田代まさしを起用。
7月21日 - YouTube上にて上記楽曲のプロモーションとしてしくじり先生のパロディ番組、「やらかし先生〜やらかし人生から学ぼう」を公開。田代まさしを講師として招く。
8月12日 - 「バナフェス2018」にて春野みるが加入するも、わずか1週間で脱退。
9月7日 - 3rdワンマンライブ in 恵比寿LIQUIDROOMを開催。
10月29日 - 新宿ハイジアV-1でローションフェスを開催。
11月17日 - 渋谷VUENOS公演を持って豊臣カリンが脱退。また、学業専念を理由にみんみんも11月17日付けで脱退を発表。
11月24日 - 「THE BANANA MONKEYSのドキュメンタル〜地獄の先へ〜」を開催。
12月4日 - 渋谷LOFT HEAVENにて公開オーディション&トークイベント「ブスで、売れたらダメですか?」を開催。公開オーディションの特別審査員に田代まさし&ジョーブログか就任。

### 2019年
1月8日 - 「バナフェスmini」in 渋谷TAKE OFF7にてアスカ・レイ、水口じゃぐちが加入。
3月10日 - 2周年記念ワンマンライブのTシャツデザインを告知。群衆を導く自由の女神をパロディし、2018年に卒業・脱退したアイドル達が描かれ賛否両論のデザインとなった
3月14日 - マイナビBLITZ赤坂にて2周年記念ワンマンライブ「ホワイトデーに赤坂かよ？」を開催。公演終了後、現メンバーとの契約を解除し活動の意思がある者のみ、4月2日の単独公演にて再契約を行う「THE BANANA MONKEYSの崩壊」を発表した。
4月2日 - 下北沢WAVERにて単独公演「私たち、どうしたらいい？」を開催。メンバー全員が「残留」を発表し再契約を結んだ。ほんま・かいな、ダイナマイト・マリンが加入。
6月13日 - 『バナモンGANG Vol.3〜LAST ASUKA〜』in渋谷Milkywayにてアスカ・レイが脱退。
9月7日 - 新宿LOFTにて単独公演「LAST LOFT」を開催。レーベルの所属がなくなったことを発表。所属予定レーベルはFIFTY-FIFTY Recordsと後に言及された
10月12日 - 東京ドームシティラクーア野外ステージにて『手ブラフェス』を開催予定だったが、台風19号の影響で中止。
10月25日 - 24時間企画THE BANANA MONKEYSのドキュメンタル「地獄ってどこ？」を開催。Twitterにてハッシュタグ「#山田孝之に届け」が一時的にトレンド入りを果たす。同日に公開された新曲「きゅん」が山田孝之氏のTwitterにていいねされた。
11月27日 - 3rdシングル「きゅん」を発売。表題曲「きゅん」は俳優の山田孝之氏に向けて書いた曲とされている
12月4日 - Zepp Tokyoにて4thワンマンライブ「大戦記-Genesis」を開催。
12月25日 - モズク・サンが脱退。

### 2020年
2月2日 -  「バナナキャッチ」にてイッヌ・サンが加入が発表されるもわずか3時間ほどで脱退。理由は「道端でウンコをしたため」とされている。
3月1日 - 「30日後に死ぬアイドル」にて水口じゃぐちが脱退。同公演のダブルアンコールにて、新メンバーのチャンチー、ピノコが加入。
3月15日 - 3周年記念ワンマンライブ in 東京ドームシティラクーア野外ステージを開催。
4月29日 - YouTubeチャンネル「かいなチャンネル」を開設。
5月21日 - YouTubeチャンネルの企画にてAV実況を行い、告知内容に無断転載のPornhubのURLが貼られ、AV関係者から叩かれた。AV実況がPornhubを閲覧して作成された動画であるかは分かっていない。
11月8日 - 新型コロナウイルスの影響により7ヶ月ほどライブ活動を休止していたが、新宿Marbleにてライブ活動を再開
12月3日 - YouTubeチャンネル「かいなチャンネル」のチャンネル名を「バナモンチャンネル」に変更
12月8日 - 5thワンマンライブ in 新木場STUDIO COASTを開催。
12月13日 - 新宿Marbleにて開催された「バナナランド〜新木場後夜祭〜」にてピノコが脱退。

### 2021年
2月16日 - 公式YouTubeチャンネル「バナモンチャンネル」がチャンネル登録者1万人を達成。
4月16日 - 渋谷clubasiaにて4周年ワンマンライブ「リフレイン」を開催。
5月17日 - 公式YouTubeチャンネル「バナモンチャンネル」がチャンネル登録者2万人を達成。
8月7日 - 天下のちゃんゆきが脱退。同時に無期限の活動休止、在籍メンバーの、ほんま・かいな、ダイナマイト・マリン、チャンチーは新グループで活動をすることを発表した。
11月7日 - 新グループ・BLUEGOATSの、お披露目ワンマンライブを下北沢WAVERで開催した。

## メンバー

### 最終メンバー
| 名前                 | 生年月日 | 出身地 | 備考                                            |
| -------------------- | -------- | ------ | ----------------------------------------------- |
| ほんま・かいな       | 5月7日   | 東京都 | メインボーカルを担当。現・BLUEGOATSのメンバー。 |
| ダイナマイト・マリン | 3月14日  | 群馬県 | 漫画家アイドル。現・BLUEGOATSのメンバー。       |
| チャンチー           | 5月9日   | 東京都 | 振付を担当。現・BLUEGOATSのメンバー。           |

### 過去のメンバー
- 安部真白（2017年10月29日脱退）
- 古谷紀香（2018年3月16日脱退）
- 豊臣カリン（2018年11月17日脱退）
- みんみん（2018年11月17日脱退）
- アスカ・レイ（2019年6月13日脱退）
- モズク・サン（2019年12月25日脱退）
- ウンコ・サン（2020年2月2日脱退）
- 水口じゃぐち（2020年3月1日脱退）
- ピノコ（2020年12月13日脱退）
- 春野みる（脱退日不明）
- 天下のちゃんゆき（2021年8月7日脱退）

## ワンマンライブ
| 公演名                                              | 公演日     | 会場                                                | 備考             |
| --------------------------------------------------- | ---------- | --------------------------------------------------- | ---------------- |
| 1stワンマンライブ「天下統一」                       | 2017/05/13 | 下北沢WAVER（キャパ130）                            |                  |
| 2ndワンマンライブ「諸行無常」                       | 2017/10/29 | 下北沢SHELTER（キャパ250）                          |                  |
| 1周年記念ワンマンライブ「創世記-Genesis」           | 2018/03/16 | 新宿LOFT（キャパ550）                               |                  |
| 3rdワンマンライブ「新世紀-Genesis」                 | 2018/09/07 | 恵比寿LIQUIDROOM（キャパ900）                       | 田代まさし氏出演 |
| 2周年記念ワンマンライブ「ホワイトデーに赤坂かよ？」 | 2019/03/14 | マイナビBLITZ赤坂（キャパ1298）                     |                  |
| 4thワンマンライブ「大戦記-Genesis」                 | 2019/12/04 | Zepp Tokyo（キャパ2416）                            |                  |
| 3周年記念ワンマンライブ「PLANET OF THE APES」       | 2020/03/15 | 東京ドームシティラクーア 野外ステージ（キャパ無限） |                  |
| 5thワンマンライブ「タイトル未定」                   | 2020/12/08 | 新木場STUDIO COAST（キャパ2400）                    |                  |
| 4周年記念ワンマンライブ「リフレイン」               | 2021/04/16 | 渋谷clubasia（キャパ300）                           |                  |

## 映像作品
| タイトル                                  | 作詞             | 作曲            |
| ----------------------------------------- | ---------------- | --------------- |
| 【MV】THE BANANA MONKEYS / 歯磨き         | 天下のちゃんゆき | J.K≒3.0[oyoso3] |
| 【MV】THE BANANA MONKEYS / 今を生きろ。   | 天下のちゃんゆき | M87             |
| 「やらかし先生〜やらかし人生から学ぼう」  | -                | -               |
| 【MV】日本昔バナナし / THE BANANA MONKEYS | モリ・マサ       | M87             |
| 【MV】何者 / THE BANANA MONKEYS           | 天下のちゃんゆき | J.K≒3.0[oyoso3] |
| 【MV】新しい日々 / THE BANANA MONKEYS     | 天下のちゃんゆき | J.K≒3.0[oyoso3] |

## 出演

### テレビ
- 東京アイドル戦線（2017年9月8日、9月29日、2018年3月30日、テレビ東京）
- バイキング（2018年1月17日、フジテレビ）
- ツッコむん会～我々、あの案件見逃しません！～（2018年6月17日、朝日放送）

- サンデー・ジャポン（2018年7月29日、TBS）

### ウェブテレビ
- 矢口真里の火曜The Night（2018年12月5日、AbemaTV）[7]